# Семендяево (Тверская область)
Семендяево — село в Калязинском районе Тверской области России, административный центр Семендяевского сельского поселения.

## География
Находится в 22 километрах к северо-востоку от города Калязина на реке Жабне. Рядом с селом проходит автодорога Сергиев Посад — Калязин — Рыбинск — Череповец.

## История
Село Семендяево впервые упоминается в 1511 году в грамоте «Жалованная князя Юрия Ивановича об освобождении крестьян ... села Семендяева с деревнями от государственных повинностей». В Кашинской Писцовой книге 1628-29 годов в селе значится деревянный храм во имя Богоявления Господня.
В 1786 году в селе была построена каменная Богоявленская церковь с 4 престолами.
Во второй половине XIX — начале XX века село было центром Семендяевской волости Калязинского уезда Тверской губернии. В 1888 году — 46 дворов, 270 жителей, 2 больших лавки, земское училище и земская лечебница.
В 1940 году Семендяево центр сельсовета Калязинского района Калининской области.
В 1997 году — 108 хозяйств, 296 жителей. Администрация Семендяевского сельского округа, центральная усадьба СПК «Семендяево» (бывший колхоз «Красное Знамя»), клуб, библиотека, средняя школа, участковая больница, отделение связи, магазин.

## Население
| 1859 | 1888 | 1989 | 2002 | 2010 |
| ---- | ---- | ---- | ---- | ---- |
| 267  | ↘243 | ↗300 | ↘281 | ↘278 |

## Инфраструктура
В селе имеются Семендяевская основная общеобразовательная школа (основана в 1982 году), дом культуры, офис врача общей практики, отделение почтовой связи.

## Достопримечательности
В селе расположена недействующая Церковь Богоявления Господня (1786)